# NET (empresa)
A NET foi uma empresa de telecomunicações brasileira, pertencente ao grupo América Móvil, reconhecida por serviços residenciais como TV por assinatura, acesso à internet e telefonia fixa. No dia 11 de julho de 2019, a empresa foi extinta e passou a integrar o portfólio da Claro, dando nome aos serviços voltados ao segmento residencial e da empresas móveis da América Latina.
Em 2011, as empresas Claro, Embratel e NET anunciaram a integração de suas redes e serviços. Em 2014, a Agência Nacional de Telecomunicações (Anatel) aceitou a fusão das três empresas, possibilitando o uso da mesma razão social. Em janeiro de 2015, a Claro incorporou as empresas Embratel e NET e passou a ser uma companhia aberta, com razão social "Claro S/A", porém mantendo as marcas das empresas.
Os serviços de TV por assinatura, telefonia e banda larga da NET foram incorporados ao portfólio da Claro, consolidando a oferta multisserviço da marca, que nasceu no Brasil e hoje está presente em vários países. Lojas, sites e aplicativos também foram atualizados para facilitar a interação.
Os produtos e serviços NET voltados a pequenas e médias empresas passaram a ser consolidados no portfólio da Embratel.
A Claro TV integrou-se à NET no serviço de TV por assinatura, tornando assim um serviço único chamado de Claro NET HD. Posteriormente, em 26 de maio de 2022, o serviço foi renomeado de Claro TV+, maior operadora de TV paga na América Latina.

## História

### Antecedentes e fundação
No final da década de 80, sob a presidência de José Sarney, ainda com poucas pequenas empresas de distribuição de sinal no país, foi regulamentado pelo Ministério das Comunicações, na gestão de Antonio Carlos Magalhães, as chamadas Distribuição de Sinais de TV (DisTV) que abrangia transmissões por fibra óptica ou cobre. Naquela época, a regulamentação era cheia de aberturas, permitindo que qualquer pessoa pudesse fazer uma transmissão. Foram dadas 101 concessões da televisão para empresários sem capital para que fornecessem o produto para os usuários.
Antônio Dias Leite comprou algumas dessas empresas, e fundou a Multicanal em 12 de dezembro de 1991. Uma das prioridades eram que elas já estivessem em funcionamento com o intuito de vendê-las mais tarde. A primeira compra veio de uma pequena operadora de Campo Grande, Mato Grosso do Sul com cerca de 100 usuários; a compra foi avaliada em cerca de US$ 200 mil. Nesta época, chegou a ter ativos na TV Alphaville, empresa pertencente a Silvio Santos que atuava no interior de São Paulo e 80% na empresa de TV a cabo da RPC no Rio de Janeiro. Portanto, Antônio Leite evitou grandes centros onde a Globosat, hoje Canais Globo (TV Globo) e a Televisão Abril (Grupo Abril, agora Vivo TV) atuavam. Em 1992 e 1993, a empresa comprou mais sete operadoras ou licenças de operação, das quais 6 em São Paulo e uma em Goiás.
A empresa fazia a linha de grandes empresas de TV paga dos Estados Unidos, indo ao contrário de suas concorrentes no país deixando de fazer produção, apenas trabalhando com a distribuição de sinal. Já em 1993 a empresa estava presente em vários locais estratégicos, e se viu em conversas com suas duas concorrentes. Em uma segunda negociação, a Globopar (pertencente as Organizações Globo) e a americana Ralph Partners II conseguiram 30% da empresa. Com a entrada da empresa norte-americana, esses engenheiros convenceram os brasileiros a investir em aparelhos fibra óptica e cabos coaxiais, o que eram mais modernos na época, conseguindo posteriormente uma maior oferta de serviços. Nisso, a NET São Paulo foi fundada como sendo a primeira empresa multioperadora do país – isso vinha como o conceito original da marca, que era oferecer vários serviços com o significado da marca "Não é televisão".
A Globosat, que além de atuar como produtora também distribuía seus canais, depois de pouco mais de um ano de fundação anunciou que estava deixando toda a distribuição de canais por conta da NET, lançando assim a Netsat e pegando toda a base de usuários da antiga empresa. A empresa transmitia os quatro canais da Globosat além da CNN e logo depois a FOX. Ainda, a NET Rio foi fundada com atuação no bairro do Leblon, na cidade do Rio de Janeiro oferecendo os canais da Globosat.
Em 1998, a NET incorporou fez um processo de fusão com a Multicanal, no qual onde a incorporação foi concluída no ano 2000.
Entre 2000 e 2002, atuou sob a razão social Globo Cabo. Em 2000, comprou a Vicom, que detinha e operava mais de 3 mil estações terrenas de comunicação satelital no Brasil.
A empresa já teve como acionários as empresas BNDESPar, Bradesco, RBS e Microsoft.
Em junho de 2004, a América Móvil e da Embratel, entrou no quadro acionário da NET, tendo sido fundada a empresa GB Empreendimentos e Participações, formada pelo Grupo Globo (Globopar, 51% das ações) e o grupo mexicano Telmex (49% das ações), tendo em vista que a legislação determinava que mais da metade das ações permanecesse em posse de empresa de capital brasileiro.
Em 2006, a Embratel e a NET lançam um serviço conjunto de TV por assinatura, conexão banda larga à Internet e telefonia fixa (NET Fone/Triple Play).
Entre, 2007 e 2009, a NET comprou a Vivax, a Big TV e a ESC90, operadoras de TV por assinatura e internet banda larga.
Em outubro de 2010, a Embratel comprou 72% das ações em uma oferta pública voluntária na BM&FBovespa. Pagando 3,3 bilhões de reais, comprando 143,8 milhões de ações.
Em 28 de janeiro de 2012 a Anatel concedeu a Embratel subsidiária da América Móvil autorização para assumir o controle a empresa, concedendo a empresa a comprar o restante das ações pertencentes ao Grupo Globo. Neste momento, o Grupo Globo fica com 33,56% das ações ordinárias.
No dia 5 de março de 2012 a Embratel informou que fez o pagamento de R$ 6,439 milhões à Globopar por 5,5% do capital votante da GB Empreendimentos e Participações, controladora direta da empresa de TV paga NET. Com a aquisição, a Embratel passou a ter 54,5% do capital votante e 100% das ações preferenciais da GB. Em conseqüência da aquisição, a Embrapar e Embratel passaram a deter, direta e indiretamente, por intermédio da GB, 92,2% do capital total da NET, informou a Embratel.
Para que a Globosat pudesse ter o certificado de programadora independente, sua proprietária deveria vender suas participações em empresas do ramo de TV por assinatura que incluí a NET e a Sky. Após este ajuste, o Grupo Globo modificou o sistema acionário da empresa, fazendo com que a Globosat ficasse apenas classificada como produções nacionais.
Em 2012, continua a sua expansão em seus serviços, em março a NET chegou à cidade de Natal, RN oferecendo inicialmente serviços de telefonia e internet (NET Virtua) e, em abril de 2013, estreou os serviços de TV por assinatura na capital potiguar, com o NOW sendo habilitado em 15 de outubro de 2013. Em maio, a NET trará para Salvador o serviço de TV por assinatura, Salvador já contava com outros serviços da NET.

### Fusão entre a Claro e a NET e encerramento
Em 2015, a empresas do grupo América Móvil, NET e Embratel foram incorporados pela Claro, assim deixando de existir antigos e distintos CNPJ, permanecendo agora uma companhia aberta com razão social "Claro S/A", mas mantendo a marca NET (separado como Embratel) e a Claro.
Em 20 de dezembro de 2017, lançou o ZooMoo Kids,além de englobar o sinal HD da TV Brasil.
Em 26 de abril de 2018, lançou o canal L!KE. Em 30 de maio, lançou o Film&Arts. Em 5 de junho, lançou o Mundo Pet+.
Em 25 de junho de 2018 lançou com exclusividade o sinal da MTV Live HD no Brasil.
Em 11 de julho de 2019, a NET deixou de ser uma marca com atuação independente e passou a integrar o portfólio da Claro dando nome aos serviços voltados ao segmento residencial.

## Serviços

### Transmissões em 3D
A NET foi a primeira operadora de televisão por assinatura a exibir eventos em 3D. Todos os eventos eram transmitidos pelo canal 703. As transmissões eram feitas em parceria com a TV Globo, SporTV/Combate e ESPN Brasil. Dentre os eventos transmitidos, destaca-se:
- Final da UEFA Champions League
- Final da U.S Open de Tênis
- UFC 143
- Desfile das Escolas de Samba do Rio de Janeiro e São Paulo[35][36]
- Big Brother Brasil
- Final da UEFA Euro 2012
- Jogos Olímpicos de 2012
- Copa do Mundo FIFA de 2014
- Jogos Olímpicos de 2016

Logo após o BBB de 2013, as transmissões lineares em 3D foram descontinuadas e o canal dedicado a elas se transformou em Premiere HD 2. Porém, a operadora continua disponibilizando alguns títulos em 3D no NET NOW, serviço de vídeo sob demanda da empresa.

### Transmissões em 4K
A NET também foi a primeira operadora a transmitir, em parceria com o canal fechado SporTV, um jogo da Copa do Mundo FIFA de 2014 em Resolução 4K no Brasil. A transmissão foi pelo canal 704 em caráter experimental apenas para convidados e clientes, nacionalmente (apenas para clientes com equipamento NET ULTRA HD e televisão 4K) exibindo o jogo entre Colômbia e Uruguai (2x0). A SporTV fez mais transmissões em 4K nos dias 4 e 13 de Julho

### Internet banda larga

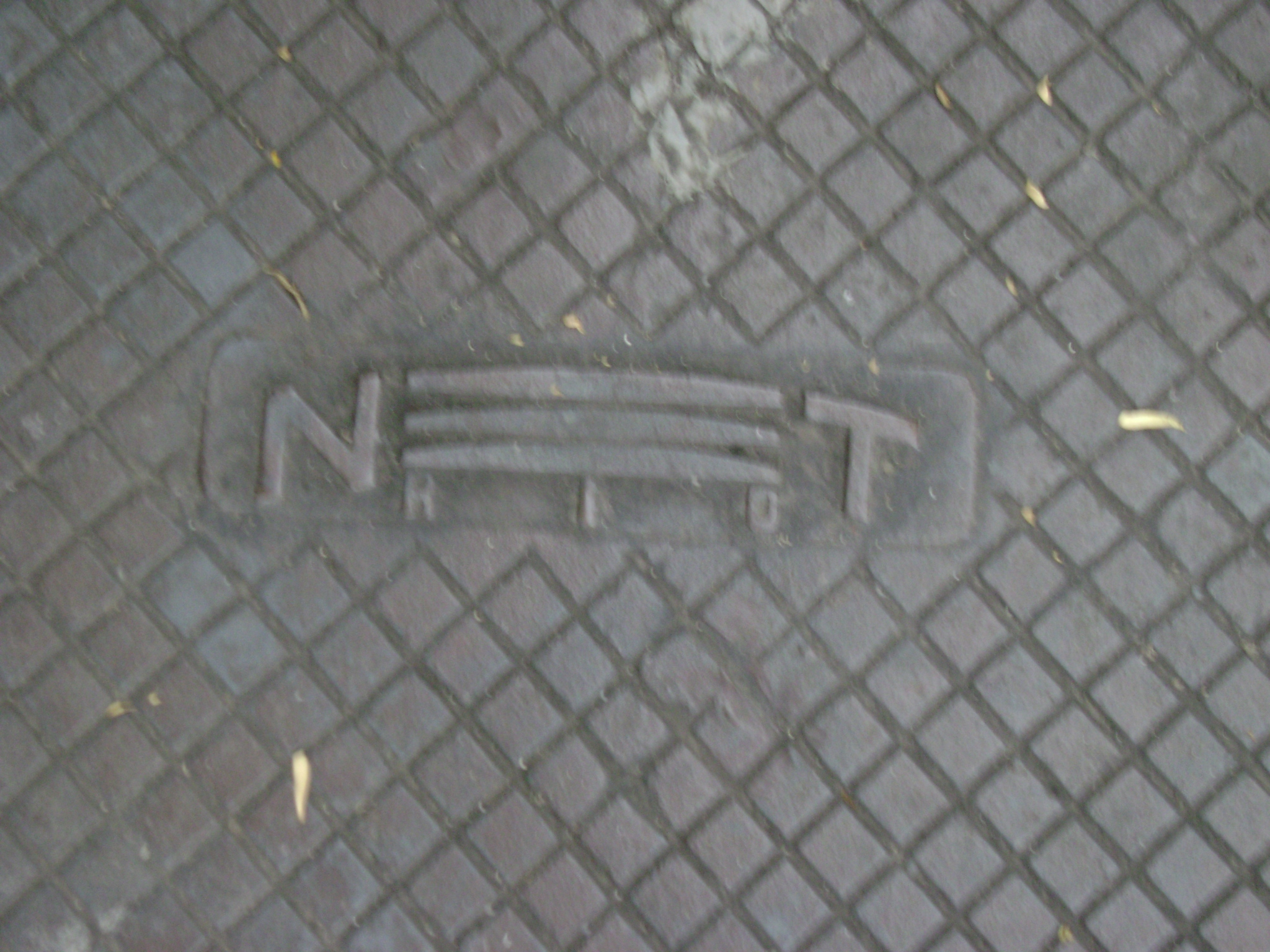
Poço de visita (bueiro) da NET no Rio de Janeiro

A empresa também oferece conexão à internet em banda larga, através do NET Vírtua nas velocidades de 5 Mbps até 500 Mbps cuja disponibilidade varia de acordo com a região. No final de 2005 ganhou notoriedade por oferecer planos de acesso de (2 Mbps, 4 Mbps e 8 Mbps) a preços competitivos, acessíveis ao mercado doméstico, até então velocidades acima de 512 kbps eram acessíveis apenas a empresas. O serviço da banda larga da "NET Vírtua" é propriedade da América Móvil sob filial da NET.
Em novembro de 2008, a NET anunciou a estreia experimental de uma rede com velocidade de até 60 Mbps, na cidade do Rio de Janeiro. Em 2009, a NET testou novas velocidades que entraram em vigor em junho de 2010. No terceiro trimestre de 2009, a NET divulgou ter aproximadamente 2,8 milhões de assinantes do Virtua no Brasil.
O NET Vírtua está disponível em 14 estados e no Distrito Federal, possui cota de tráfego e impõe queda na velocidade de conexão do assinante para 1Mb caso o mesmo extrapole a cota, que varia de acordo com a velocidade, sendo que a velocidade "contratada e cobrada" do assinante só é restabelecida após o fechamento do mês de faturamento do assinante. A NET oferece equipamento de recepção de sinal (cable modem) em todos os planos para todas as regiões e modem Wi-Fi para planos acima de 10Mb ou 20Mb, dependendo da cidade (em São Paulo, por exemplo, a velocidade contratada deve ser igual ou superior a 20Mb, enquanto em Blumenau o modem com roteador Wi-Fi é disponibilizado em planos de valor igual ou superior a 10Mb). Além disso, em parceria com o Instituto Crescer e o projeto Educonex@o, a NET fornece internet banda larga para escolas municipais de algumas cidades, entre elas Fortaleza, Sorocaba, Valinhos e Aracaju.
Entretanto, houve diversas alegações de que o serviço utiliza práticas de Traffic Shaping e Packet Injection.

### Telefone
Desde 2006, a NET proporciona um telefone que pode fazer ligações locais, nacionais e internacionais junto à internet banda larga NET Vírtua. O serviço consiste na tecnologia VoIP. A linha telefônica do NET Fone é disponibilizada através do cable modem de internet, esse sistema faz ligações gratuitas entre telefones locais da mesma operadora, entretanto tem o custo mais elevado de ligação para outros telefones e celulares, além de deixar o assinante sem telefone em caso de falta de energia.

## Rankingdos serviços

### Internet banda larga
Em novembro de 2012, a empresa consolidou-se como líder em internet banda larga no Brasil, com cerca de 5,1 milhões de usuários.

### Televisão por assinatura
Em fevereiro de 2015, a empresa, junto com a Claro TV, do mesmo grupo, contabilizou cerca de 10.233.300 milhões de clientes, ficando em primeiro lugar dentre as operadoras de TV por assinatura no Brasil.

## Linha do tempo e expansão dos serviços
- 1991: A empresa inicia suas operações após a compra de pequenas operadoras de TV e de algumas licenças. A primeira operadora ficava em Campo Grande, MS. À época, ela tinha cerca de 100 assinantes.
- 1992/1993: São compradas sete operadoras/licenças: 6 em São Paulo e 1 em Goiás. Cada uma com cerca de 2 mil assinantes.
- 1993/1994: Dois novos sócios, Globopar e Ralph Partners II, se unem a Antônio Dias Leite, sócio original da empresa. Inicio das operações da NET Jundiaí.
- 1997: Acelera-se a expansão da rede de cabos e são adquiridas outras operadoras: NET BH, NET Anápolis e NET Piracicaba. A empresa aumenta sua participação na NET Rio.
- 1998/1999: A Globo Cabo Holding aumenta sua participação acionária por meio da conversão de ações da Globo Cabo Participações S.A. em novas ações. A empresa, até então conhecida como Multicanal Participações S.A., muda sua denominação social para Globo Cabo S.A.
- 2000: A Globo Cabo compra a Vicom, que reunia mais de 3 mil estações terrestres de telecomunicação por satélite instaladas no Brasil. Em setembro, a NET Sul (segunda maior operadora de cabo do país), que contava com 374,1 mil assinantes e 1.125,4 mil domicílios cabeados, também é incorporada.
- 2002: Em maio, a denominação social da empresa passa a ser NET Serviços de Comunicação S.A.
- 2004: A América Móvil adquire 49% de participação na Globo Participações, sociedade que conta com a participação de 51% do Grupo Globo. A Telmex passa a integrar junto com a Globo Participações o novo bloco de controle da NET Serviços.
- 2006: Em parceria com a Empresa Brasileira de Telecomunicações S.A. (Embratel), lança o serviço NET Fone via Embratel, que marca sua entrada no mercado de "triple play": oferta conjunta de serviços de vídeo, voz e dados, transmitidos por um único cabo.
- 2006: A empresa incorpora as operações da Vivax, empresa que oferecia televisão por assinatura, de acesso a internet banda larga e que atendia as operadoras de telecomunicações oferecendo infraestrutura de transmissão de dados, que surgiu em julho de 2004, como resultado da fusão ocorrida entre as empresas Horizon e Canbras, e que atuava 36 cidades do Brasil e com sede em Americana.[49] Cresce sua participação no mercado e ganha força no interior de São Paulo e Rio de Janeiro. O ano fecha com 2,475 milhões de clientes.
- 2009: A NET compra a ESC 90 e passa a atuar em Vitória e Vila Velha, no Espírito Santo. Com isso, se faz presente em 93 cidades brasileiras, localizadas em 13 Estados e no Distrito Federal. São mais de 3,7 milhões de clientes de TV por assinatura (50% do mercado brasileiro), 2,8 milhões de internet Banda Larga (38%) e 2,5 milhões de voz.
- 2009: Em 21 de dezembro de 2009, a NET anuncia a compra da BIG TV, que atuava nas cidades de Cascavel, Cianorte, Guarapuava, Ponta Grossa, Botucatu, Guarulhos, Jaú, Sertãozinho, Valinhos, Maceió, Marília e João Pessoa, com 107 mil assinantes de TV paga e 56 mil de banda larga, ampliando a atuação de 79 para 91 cidades brasileiras.[50]
- 2010: Lançado o serviço NET Digital HD em Jundiaí/SP.
- 2012: Com foco na conquista de maior participação de mercado, a NET passa a operar em novas cidades.[51].
- 2014: Amplia sua presença nacional, estando em todos os estados em mais de 140 cidades[52].
- 2018: Implantação da primeira cidade 100% F.O Net(Campo Limpo-SP)
- 2019: A marca NET é incorporada a Claro, deixando de existir o nome NET TV e NET Vírtua, se tornando Claro NET TV e Claro NET Vírtua, respectivamente.[53]

## Controvérsias

### Problemas com os serviços
Em 13 de janeiro de 2012 houve uma pane que causou interrupção dos serviços de internet do Net Vírtua. A empresa teve que ressarcir os clientes, caso fossem identificadas irregularidades. Em 2012 também, uma cliente teve o nome trocado por um palavrão em sua fatura. O caso foi registrado como injúria e a vítima foi orientada a procurar um advogado para acionar a empresa judicialmente.
A empresa é uma das que mais sofrem reclamações no Procon por parte de seus assinantes. Em 2013, liderou o ranking de reclamações no estado de São Paulo.
Em dezembro de 2015 a associação Proteste entrou com ação civil pública na Justiça Federal contra Claro a NET, Vivo, GVT, Oi e TIM devido ao serviço de má qualidade oferecido por essas empresas na internet banda larga. A associação também pedia por transparência e descontos nas faturas dos clientes lesados. Em nota, a Proteste completou dizendo que "as empresas não cumprem nem 60% das metas fixadas pela Agência Nacional de Telecomunicações (Anatel) quanto à velocidade contratada e a efetivamente oferecida (...) Milhões de consumidores vêm sendo lesados há anos, ao pagar por um serviço em desacordo com as regras e que não oferece a qualidade esperado". Também chamou o serviço de banda larga no Brasil de "ineficiente" e "incapaz de garantir o desenvolvimento dos níveis de qualidade de prestação do serviço".

### Saída da Globo do comando e a entrada da GB Participação
O Grupo Globo saiu definitivamente do comando da NET por causa da nova lei da Anatel, que entrou em vigor a partir de setembro de 2012. Segundo a lei emissoras de radiodifusão não poderiam mais administrar redes de telecomunicações. Com isso os 5,5% restantes foram negociados. 1,39% foram negociados diretamente com a Embratel, acionista majoritária. Os 4,11 restantes, foram negociados de forma indireta. Passaram a fazer parte de uma joint venture entre a Globo e a própria Embratel. A criação desta empresa, foi a maneira encontrada pela empresa de se desvincular da NET, a fim de cumprir a nova lei, e manter-se no negócio, mesmo que minoritariamente..

### Campeã de reclamações
A NET é uma das que possuem mais reclamações no site brasileiro Reclame Aqui possuindo atualmente mais de 70 mil reclamações em um período de 12 meses.
De todos que costumam fazer reclamações da empresa, 25,7% voltariam a fazer negócio com ela e normalmente dão uma nota média de 1.87 para o atendimento recebido.
Na maioria das vezes o índice de respostas é 0,0% significando que a empresa não costuma responder nenhuma das reclamações.